# هرویراس
هرویراس (به پرتغالی: Herveiras) یک منطقهٔ مسکونی در برزیل است که در ریو گرانده جنوبی واقع شده‌است. هرویراس ۳٬۰۱۹ نفر جمعیت دارد.